# HD 1461
HD 1461 è una stella nana gialla nella sequenza principale di magnitudine 6,46 situata nella costellazione della Balena. Dista 76 anni luce dal sistema solare.

## Osservazione
Si tratta di una stella situata nell'emisfero celeste australe, ma molto in prossimità dell'equatore celeste; ciò comporta che possa essere osservata da tutte le regioni abitate della Terra senza alcuna difficoltà e che sia invisibile soltanto molto oltre il circolo polare artico. Nell'emisfero sud invece appare circumpolare solo nelle aree più interne del continente antartico. Essendo di magnitudine pari a 6,5, non è osservabile ad occhio nudo; per poterla scorgere è sufficiente comunque anche un binocolo di piccole dimensioni, a patto di avere a disposizione un cielo buio.
Il periodo migliore per la sua osservazione nel cielo serale ricade nei mesi compresi fra settembre e febbraio; da entrambi gli emisferi il periodo di visibilità rimane indicativamente lo stesso, grazie alla posizione della stella non lontana dall'equatore celeste.

## Caratteristiche fisiche
La stella è una nana gialla nella sequenza principale. Nel 2009 è stato scoperto da  Rivera e colleghi un pianeta extrasolare in orbita attorno alla stella, e nello stesso studio proposero due ulteriori pianeti candidati, con periodi di 446 e 5000 giorni. Nel 2011, un gruppo guidato da Michel Mayor oltre a confermare il primo pianeta, ne trovò un secondo con un periodo di 13,5 giorni, tuttavia non fece menzione dei due pianeti con lunghi periodi, che non vennero mai confermati.
| Pianeta | Tipo        | Massa         | Periodo orb.  | Sem. maggiore | Eccentricità |
| ------- | ----------- | ------------- | ------------- | ------------- | ------------ |
| b       | Super Terra | ≥6,44±0,61 M⊕ | 5,7715 giorni | 0,0634 UA     | <0,131       |
| c       | Super Terra | ≥5,59±0,73 M⊕ | 13,505 giorni | 0,1117 UA     | <0,228       |